# 오코시정
오코시정(起町)은 일본 아이치현 나카시마군에 설치되었던 정이다. 현재의 이치노미야시의 서부에 해당한다.